# Nowa Sarzyna Kolonia
Nowa Sarzyna Kolonia – przystanek kolejowy w Nowej Sarzynie, w województwie podkarpackim, w Polsce.

## Ruch pasażerski
| Rok  | Wymiana pasażerska na dobę |
| ---- | -------------------------- |
| 2017 | 20-49                      |
| 2022 | 20-49                      |